# 湘南デストラーデ
湘南デストラーデ（しょうなんデストラーデ）は、日本のお笑いコンビ。2019年6月9日解散。2024年に再結成。

## 略歴
結成前までそれぞれピン芸人として活動していた岡本亮（旧芸名・まいぱん）と吉田尚（ナオ・デストラーデ）が、2009年9月に結成した。岡本が当時から一番仲が良かった吉田に声をかけて結成し、二人ともコンビを志望していた。二人ともピン芸人としての活動に限界を感じてコンビを結成し、コンビ名は「かっこいいから」選んだと語る。
歌ネタ王決定戦は、2013年、2014年、2015年の3年連続で準決勝へ進出した。2014年に、日本喜劇人協会主催『第1回 コント新人大賞』で決勝へ進出し、THE MANZAIで予選を勝ち、認定漫才師となる。
2015年6月25日に決勝大会が行われた漫才新人大賞で優勝した。
2017年にナオ・デストラーデが、R-1ぐらんぷりで準決勝へ進出した。
2019年5月8日に解散を発表した。解散直後は2人ともピン芸人として活動を続行していた。最後の活動は2019年6月9日の『湘南デストラーデ解散ライブ〜まーたお前らか！野球やってホワイトハウスの窓ガラス割ったのは！いや、どんなホームランだよ！スペシャル〜』（東京・千川 Beach V）だった。解散当時の所属事務所はSMA HEET Project。
2024年5月7日に再結成したことを発表した。ナオはピン芸人の活動も並行して行うとしている。M-1グランプリ公式サイトによると、再結成後のコンビとしての所属は「浅井企画／KODEKA」と、事務所の枠を超えたユニットとなっている。

## メンバー
- 岡本 亮（おかもと りょう、1984年3月17日（40歳） - ）

ツッコミ担当。
千葉県出身。
身長168cm、血液型A型。
八千代松陰高等学校卒業。
NSC東京校8期生出身。
“面白写真”の撮影が趣味（これがピン芸人時代のネタにも活かされていた）。
旧芸名及びピン芸人時代の芸名はまいぱん。※マイチャリパンクストップ　の略
2019年5月の湘南デストラーデ解散後は、KODEKAにて実演笑売士「サンデー岡本」としても活動している。
- ナオ・デストラーデ（1984年4月27日（40歳） - ）

本名及び旧芸名は吉田 尚（よしだ なお）
ボケ担当。
北海道札幌市出身。
身長180cm、血液型O型。
特技はルービックキューブ、ボウリング。twitterなどで「国旗ルービックキューブ」の芸を披露している（、など）他、『にちようチャップリン』（テレビ東京）でもこの芸を披露した。
3級ファイナンシャル・プランニング技能士の資格を持つ。
世界の国旗、世界地図の観賞が趣味で、これがネタ作りにも活かされている。この他、盆栽も趣味。
中学校卒業後、2000年4月にNSC大阪校（新喜劇コース）23期生の一員となる。2001年4月から6か月間、吉本新喜劇研究生として作家の檀上茂の壇上塾で稽古し、2001年5月になんばグランド花月でアクロバットショーのアシスタントとして初めて舞台に立ち、以後ショーのアシスタントを務めるも、卒業公演後は新喜劇の座員に選ばれなかった。

2015年6月25日の漫才新人大賞決勝大会でプレゼンターとして出演した木梨憲武に、とんねるずが大好きでお笑い界に入った、と話した。

2017年は、R-1ぐらんぷりにナオ・デストラーデの芸名で出場し、「肉蝮」のキャラクターでネタを演じた。2月23日にナオ・デストラーデへの改名を発表した。2019年10月7日深夜より2021年3月29日深夜までTBSラジオ月曜JUNK「伊集院光 深夜の馬鹿力」の構成作家を務めていた。構成作家として活動するときはナオ・メヒアのペンネームを使用する。
M-1グランプリ2021には元ホタテーズの後藤亮介とのコンビ「ビッグフェイス」で出場し、3回戦進出。
2022年3月にSMA退所を発表。
2022年5月に後藤亮介（元ホタテーズ）、石井勇気（元パンダユナイテッド）とのトリオ「マイアミバスケットボールクラブ」を結成。同年9月に浅井企画所属。2024年3月をもって解散。

## 芸風
漫才、コント共に演じている。なお、コントネタが全体の約9割だという。コントでは、二人とも『スター・ウォーズ』のダース・ベイダーに扮して演じるものがある。この時のキャラクターは、ナオは黒の衣装でダース・ベイダー、まいぱんは赤の衣装で「ダース・ベイ子」として演じている。この他、焼き芋屋のフレーズを繰り出すコントなどがある。漫才ネタには「初の海外旅行」（2015年漫才新人大賞決勝で演じたネタ）など、世界地図・国旗好きのナオが国名を延々羅列する所に岡本が掛け合うというネタがある。また、ナオには「肉蝮」（にくまむし）というキャラクターに扮して演じるネタがある。
まいぱん (岡本亮、ピン芸人時代)
- 写真などを載せたフリップをめくりながらのネタが多く[25]、「色んなことにびっくり」などのネタがあった。地元の千葉県をネタにすることも多く、キーボードを弾きながら演じたこともあった[26]。

吉田尚 (ピン芸人時代)
- 一人コントが多く、井上陽水の物真似での「ジュラシック陽水」[27]、『裸の大将放浪記』の山下清（芦屋雁之助）のようなキャラクターでの「おにぎり」、極道キャラのもの、韓国語のような適当な言葉で演じる「韓流コメディアン」、ダースベイダーの物真似での「ダークサイド紙芝居」[28]、「気持ち悪い男」などを演じていた。

## 出演

### テレビ
- 女神のやる気!（チバテレビ） - 金曜24:30 レギュラー（まいぱんは母親役、吉田は父親役）
- オンバト+（NHK総合）戦績0勝1敗 最高317KB
- バカソウル（テレビ東京）- 2013年7月20日
- 日清食品THE MANZAI認定漫才師50組大集結!（フジテレビ）- 2014年9月24日深夜
- 雨上がり決死隊のトーク番組アメトーーク!（テレビ朝日）- 2014年9月25日「ザキヤマ&フジモンがパクリたい-1グランプリ」
- PON!（日本テレビ）- 2014年10月24日「どんよりどんびき 天カメ一武道会」コーナー
- チャンネルΣ「日清食品 THE MANZAI2014 国民投票SP(仮)」（フジテレビ）- 2014年11月22日
- 東京★漫才コレクション（テレビ東京）- 2015年8月1日
- 笑点 特大号（BS日テレ）- 2015年9月2日
- サガラとキヨトの乃木坂ぷぷぷ（テレビ埼玉）-2015年11月8日
- センニュウ★感（テレビ東京）-2015年12月6日、2016年1月10日
- ありがとッ!（テレビ神奈川）- 2016年2月9日「みなと笑劇場」コーナー
- アメトーーク!（テレビ朝日）- 2016年7月1日
- 30秒芸人（NHK総合）- 2016年10月15日
- 冗談手帖（BSフジ）- 2017年6月21日
- ウチのガヤがすみません!（日本テレビ）- 2017年7月11日、2017年7月18日
- あらぶんちょ!（東京ケーブルネットワーク） - 2017年12月25日
- ビートたけしの映画小説大ヒットなのに日本はなぜ勲章をくれないのかTV（TBS） - 2017年12月28日
- にちようチャップリン（テレビ東京） - 2018年1月28日

岡本亮（まいぱん） のみ
- モバタレGREAT（日本テレビ）- 「タレタマ お笑い枠」出演
- ワッチミー!TV（フジテレビラボLLC）- 「Watch Me 笑劇場」2008年5月5日
- イツザイ（テレビ東京）- 2008年10月11日初出演、キャッチコピーは「1人展覧会」
- お笑い図鑑 ハマヌキ（tvk）

吉田尚（ナオ・デストラーデ） のみ
- テレ遊びパフォー!（NHK総合テレビ）
- イツザイ（テレビ東京） - 2009年9月12日『パフォー!×イツザイ コラボスペシャル』
- テベ・コンヒーロ（TBS）- 2012年5月29日（吉田のみWコウメ太夫として出演）
- くりぃむナンチャラ- 2016年12月
- くりぃむしちゅー特番　芸能界最強！お笑いマニア王決定戦（テレビ朝日）- 2017年1月3日

### ラジオ
- オールナイトニッポンR 決戦!お笑い有楽城（ニッポン放送）
- 湘南デストラーデのオールナイトニッポンR（ニッポン放送）- 2014年8月23日。上記「決戦!お笑い有楽城」の優勝賞品としてパーソナリティを務める。
- Saturday Night Laugh→マイナビ Laughter Night（TBSラジオ）- 2015年6月月間チャンピオン
- 伊集院光とらじおと（TBSラジオ） - ナオのみ、レポーターとして2017年3月から出演